# My Wife Is a Gangster
My Wife Is a Gangster (kor. 조폭 마누라 Jopog manura) ist ein südkoreanischer Actionfilm mit Martial-Arts-Elementen des Regisseurs Cho Jin-gyu aus dem Jahr 2001. Die Inszenierung bildet den Auftakt zu einer kommerziell erfolgreichen Filmreihe, die mit My Wife Is a Gangster 2 (2003) und KillerLady (2006) zwei Nachfolger fand.
Mit über fünf Millionen Kinobesuchern zählt My Wife Is a Gangster zu den erfolgreichsten Filmen des Jahres in seinem Heimatland.

## Handlung
Die 26-jährige Cha Eun-jin ist in der Unterwelt Südkoreas eine „lebende Legende“, da sie es als Frau schaffte, sich in einem von Männern dominierten Gangstersyndikat zu etablieren. Die als „Mantis“ bekannte Vize-Chefin gilt als dominant und unerbittlich; Auseinandersetzungen entscheidet sie zumeist mit ihren klingenähnlichen Scheren. Die Männer in ihrer Organisation begegnen ihr daher mit gehörigem Respekt und Gehorsam.
Eines Tages findet Eun-jin ihre an Krebs erkrankte ältere Schwester wieder, von der sie während der Kindheit in einem Waisenhaus getrennt wurde. Bei ihrem Wiedersehen äußert die im Sterben liegende Yu-jin den Wunsch, Chas Hochzeit und die mögliche Geburt eines Kindes mitzuerleben, obgleich ihre Schwester bisher kein Interesse für das männliche Geschlecht hegte. Verzweifelt wendet sich Cha daher an ihre Leute, um einen geeigneten Bräutigam zu finden.
Mit dem liebenswerten 35-jährigen Angestellten Kang Su-il, der in der Vergangenheit nie viel Glück mit Bekanntschaften hatte, wird ein heiratswilliger Partner gefunden. Cha verschweigt ihrem sexhungrigen Ehemann zunächst ihr Gangsterleben, was auch gelingt. Ein Zusammenleben ist schwierig, da die selbstbewusste Cha nur mit Widerwillen ihr Gangsterdasein aufgibt und zudem Zärtlichkeiten vehement ablehnt. Um der Bitte ihrer Schwester nachzukommen, lässt sie sich aber dennoch auf ihren Gatten ein. Sie wird schließlich schwanger – unglücklicherweise erliegt die geliebte Yu-jin zu diesem Zeitpunkt ihrem Krebsleiden.
Derweil drängen die rivalisierenden Weißen Haie in das Territorium des lokalen Syndikats, dem auch Cha angehört. Ein blutiger Kampf um die Vormachtstellung scheint unumgänglich. Zeitlich versetzt offenbart sich Cha ihrem tollpatschigen und eingeschüchterten Ehemann als Anführerin. Ihrer Schwester beraubt, versucht Cha zunächst in der Rolle als Hausfrau und werdende Mutter aufzugehen, doch nach und nach holt der harte Gangsteralltag sie ein. Nahezu im Alleingang stellt sich die Kämpferin einer gegnerischen Gruppe. Sie unterliegt und wird verletzt, woraufhin sie eine Fehlgeburt erleidet. Am Ende des Films rächt sich Kang an den Weißen Wölfen, in dem er die Verantwortlichen besucht und eher unbeabsichtigt ein Feuer legt. In dem resultierenden Chaos finden über 60 Menschen den Tod. In der letzten Szene des Films steht Kang als Bandenmitglied seiner Cha bei einer Auseinandersetzung mit einer weiteren Gruppierung zur Seite.

## Kritiken
Blickpunkt:Film schrieb, der Film sei eine „Hochglanz-Kriminalkomödie.“ Die Filmzeitschrift VideoWoche urteilte, die Gangsterromanze würde sich an „modernen amerikanischen Kriminalkomödien a la Reine Nervensache“ orientieren. Die Actionszenen und Kampfchoreographie könnten zudem „jeden gehobenen Genre-Vergleich“ standhalten.